# Захоломье
Захоломье — деревня на севере Торопецкого района Тверской области. Входит в Плоскошское сельское поселение.

## География
Деревня расположена в 53 км к северо-западу от районного центра Торопец, в 8,5 км от посёлка Плоскошь. Через Захоломье протекает река Столопенка.

## Этимология
Название деревни с ориентирным значением. От «захолмье», «захоломье», "местность за холмами. Из холм «невысокая гора», «горка».

## История
На карте Ф. Ф. Шуберта — погост Захоломье.
Церковь Вознесения Господня в Захоломье построена в 1788 году помещицей Матроной Александровной Голенищевой-Кутузовой с помощью прихожан.
В 1890 году при церкви в деревне была открыта школа грамоты. В 1891 году была открыта церковно-приходская школа. В советские годы церковь была основательно разрушена и закрыта. В настоящее время в ней возобновились богослужения.
До 2005 года деревня административным центром ныне упраздненного Краснополецкого сельского округа.

## Население
1997 год — 163 человека
| 1997 | 2010 |
| ---- | ---- |
| 163  | ↘108 |